# Erik Gustaf Qvarnström
Erik Gustaf Qvarnström, född 1779, död 13 november 1823 i Stockholm, var en svensk kammartjänare och tecknare.
Qvarnström var gift med Margareta Christina Eklund och far till Carl Gustaf Qvarnström. Han arbetade som kammartjänare hos prinsessan Sofia Albertina. Vid sidan av sitt arbete var han verksam som konstnär och deltog i bland annat Konstakademiens utställning 1806. Han var i högsta grad förstående och uppoffrande för sin sons möjlighet att utbilda sig till konstnär och förmedlade i sonens ungdomsår sina kunskaper i teckning men på grund av att hustrun dog två år efter sonens födelse kom hemmet i fattigdom.  